# Louis Pauwels
Louis Pauwels (franceză: [pawɛls]; neerlandeză: [ˈpʌu̯əls]; n. 2 august 1920, Gent, Belgia – d. 28 ianuarie 1997) a fost un jurnalist și publicist francez de origine belgiană.
Louis Pauwels a scris în mai multe reviste literare franceze încă din 1946 (inclusiv Esprit și Variété) până în anii 1950. El a participat la fondarea organizației Travail et Culture (Work and Culture) în 1946 (destinată să răspândească cultura către mase, și a fost secretarul acestei organizații). În 1948 s-a alăturat grupurilor de lucru ale lui G. I. Gurdjieff pentru o perioadă de cincisprezece luni, până când a devenit redactor-șef al ziarului Combat în 1949 și redactor al ziarului Paris-Presse. A condus (printre altele) Bibliothèque Mondiale (Worldwide Library) (precursoarea „Livre de Poche” [„Pocket Books”]), Carrefour (Intersection), lunarul pentru femei Marie Claire și revista Arts et Culture în 1952.

## Biografie
Louis Pauwels a fost profesor la Athis-Mons în anii 1939-1945. Studiile sale universitare în domeniul literelor au fost întrerupte de la începutul celui de-al doilea război mondial.
Pauwels l-a întâlnit pe Jacques Bergier în 1954 pe când era director literar al Bibliothèque Mondiale. El a scris Le Matin des Magiciens în 1960 și în 1970 continuarea întreruptă a L'Homme Eternel. Împreună cu Bergier (precum și cu François Richaudeau), a fondat revista bilunară Planète în octombrie 1961 (cu aproximativ 150 de pagini), care a apărut până în mai 1968 (și va apărea din nou în același an, sub titlul le Nouveau Planète; 64 de numere în total între cele două ediții). Diferite studii au fost publicate într-o colecție pe care autorii au numit-o „Encyclopédie Planète” (fiecare volum conținea aproximativ 250 de pagini, cu aproximativ treizeci de volume). Cele șaptesprezece „Anthologies Planètes” dedicate lui Jacques Sternberg grupau texte scurte ale unor diverși autori pe un subiect comun. „Planète” i-a fost dedicată lui Aimé Michel. În anii 1970, el a devenit prieten cu unii membri ai GRECE.
Pauwels a scris numeroase articole pentru Le Journal du Dimanche din 1975 și până în 1976. În 1977, el a condus serviciile culturale ale ziarului Le Figaro, punând bazele revistei Le Figaro Magazine, care a fost lansată în octombrie 1978 ca un supliment săptămânal al ziarului Le Figaro. Intenția lui Robert Hersant a fost să creeze o contrapondere la influentul Le Nouvel Observateur pe care o considera a fi prea de stânga. Louis Pauwels a fost responsabil cu noua revistă. Louis Pauwels i-a oferit inițial funcția de redactor-șef lui Alain de Benoist, care a refuzat-o din cauza atribuțiilor sale editoriale la Éléments și Éditions Copernic. Jean-Claude Valla (politică și societate) și Patrice de Plunkett (cultură) thus became the first chief editors. au devenit astfel primii redactori șefi. Membrii GRECE inclusiv Alain de Benoist, Michel Marmin și Yves Chisten au contribuit la Le Figaro Magazine până în vara anului 1979. După plecarea lor, tonul revistei a devenit mai liberal (pe teme de economie), rămânând conservator pe teme sociale. Louis Pauwels a rămas la conducerea săptămânalului până în 1993. Când studenții au demonstrat în 1986 împotriva legii Devaquet cu privire la universități, Louis Pauwels a scris cel mai faimos editorial al său despre SIDA mentală care a lovit tineretul francez. El a fondat, împreună cu Gabriel Veraldi și Rémy Chauvin, la Fondation Marcel et Monique Odier de Psycho-Physique in Geneva în 1992.
Revenind la credința sa catolică, el a vorbit împotriva trecutului său asociat cu Planète (Alain de Benoist i-a dedicat cartea sa Comment peut-on être païen? (Cum poate cineva să fie păgân?) lui Pauwels în 1981 (ed. Albin Michel), cu puțin timp înainte de convertirea sa în 1982 la Acapulco).